# Desa Tambahrejo (administrativ by i Indonesien, Jawa Tengah, lat -6,96, long 111,36)
Desa Tambahrejo är en administrativ by i Indonesien.   Den ligger i provinsen Jawa Tengah, i den västra delen av landet, 500 km öster om huvudstaden Jakarta.